# 十二國
十二国（じゅうにこく）是小野不由美的小説《十二国记》的虚构世界观的舞台的称呼，也是在里面的12个国家的总称。

## 世界觀和政治
十二國記中的神仙和妖魔其原型是出自山海經，其世界觀下的文化與政治制度取材自古代中國，特別是周朝十分類似，以專制王朝為基礎，但王位不採世襲。

傳說原本的世界由九州四夷合稱十三州所構成，那時的世界沒有條理、戰亂不斷，天帝一再訓誡仍無法感化人民。因此天帝一度毀滅世界，其後以秩序與法度為基礎重新創造十三國(地處中心的黃海與蓬山沒有專屬的王與麒麟，並非實質意義的一國，因此大多時候以十二國表示)，只留下五個神及十二個人，五名神祉成為龍神各自守護世界中心「黃海」的五山，此處也是西王母主宰的領域。十二個人各自獲得長著三顆果實(民間說法是桃子)、有蛇纏繞其上的樹枝。蛇離開了樹枝便撐開了天地，三顆果實落下代表土地、國、玉座，剩下的樹枝則成為了筆。蛇是太綱(天綱)、土地乃戶籍、國是律令、玉座即為仁道(麒麟)、筆則是從今往後的歷史。此十二國分配給十二個王統治，每國各有一隻神獸麒麟依從天意選擇王。每個國家均有九州，各州侯由王分封。

王、麒麟擁有神籍，與其他稱為仙籍的系統做區隔，但統稱為神仙。基本官吏包含國官州官不分文武均登入仙籍，即為數量最多的地仙，此外還有自我修練成的飛仙、隸屬天界的天仙等，身體能力雖隨仙的等級略有差異(伯位以上有嚴謹的資格與數量限制)，例如非胎果前往蓬萊要降低自身扭曲必須是伯位以上的仙人(非胎果的麒麟也要在王身邊才能維持型體、發出聲音)，但至少都能不老、不生病、餓不死、聽懂山客海客語言。除非被冬器斬首或身體被截成兩段外，基本上是長生不老的。一國的王有權賦予或剝奪源自該國的仙籍，例如現任采王黃姑在與翠微君交涉時便曾提到此事。若王不依從天意治國，悖離仁道，麒麟就會染上失道之症，衰弱直至死亡，解方只有王改過自身或向天帝請求退位（至蓬山請求退位後會立即身亡）。而麒麟死後，王也會隨之在一年之內死亡。

與其他奇幻小說的世界設定不同，十二國的世界中除非得到他國王或朝廷（若王不在位時）的同意，不得干涉他國內政或向他國出兵，否則該國的王和麒麟均會暴斃死亡，而且御壐上的国氏亦会改变，為覿面之罪，是一種非常重大的罪行。而這並不在成為王時被告知的規範之內，是由於前人觸犯才為後人所知，因此後世的王為避免觸犯未明說的天帝規範，而有了前往蓬山尋求碧霞玄君協助的作法。西王母是神，對黃海以外的凡人事物基本保持不接觸、不干涉的立場，僅能借助碧霞玄君的中介才可能獲得祂的解答或幫助。例如請示多國合作將失去角的泰麒穿過蝕接回來的方案是否違規，協助淨化泰麒、分離汙穢的使令與女怪並另行淨化。

## 國家簡介
每個國家都有一個國氏，是一個跟國名同音的字（基於日語）。國氏用於稱呼王和麒麟，例如景王和景麒就是慶國的王和麒。國氏是由天決定的，而當一個王犯下了重大的罪行時，除了會跟麒麟突然死亡之外，御壐上的國氏亦會改變。
|        | 國名 | 國氏（由新至舊） | 首都 | 首都州 | 宮殿   | 現王（性別）         | 別字／化名                 | 年號             | 麒麟                                         | 在位    | 前王謚號（姓名）     | 目前國勢情況                                     |
| ------ | ---- | ---------------- | ---- | ------ | ------ | -------------------- | -------------------------- | ---------------- | -------------------------------------------- | ------- | -------------------- | ------------------------------------------------ |
| 四大國 | 慶   | 景               | 堯天 | 瑛州   | 金波宮 | 中嶋陽子（女）       | 赤子／陽子                 | 赤樂             | 景麒                                         | 3年     | 予王（舒覺）         | 國勢貧弱但局勢尚可控制                           |
| 四大國 | 奏   | 宗               | 隆洽 |        | 清漢宮 | 櫨先新（男）         |                            |                  | 宗麟昭彰                                     | 約600年 |                      | 安定，目前王治世最久的國家，但有難民問題。       |
| 四大國 | 範   | 氾               |      |        |        | 吳藍滌（男）         |                            |                  | 氾麟梨雪                                     | 約300年 |                      | 安定                                             |
| 四大國 | 柳   | 劉               | 芝草 | 朔州   | 芬華宮 | 助露峰（男）         |                            |                  | 劉麒                                         | 約120年 |                      | 國勢衰退中                                       |
| 四洲國 | 雁   | 延               | 關弓 | 靖州   | 玄英宮 | 小松三郎尚隆（男）   | 風漢                       | 大元             | 延麒馬鹿（本名六太）                         | 約500年 | 梟王                 | 安定，但有難民問題。                             |
| 四洲國 | 巧   | 塙               | 傲霜 | 喜州   | 翠篁宮 | 無                   |                            |                  | 塙麟塙和（亡）                               | 不適用  | 錯王（張氏）         | 混亂                                             |
| 四洲國 | 才   | 采、齋           | 揖寧 | 節州   | 長閑宮 | 中瑾（女）           | 黃姑(慎思)                 |                  | 采麟搖籃                                     | 13年    | 梧王（砥尚）         | 目前安定的樣子                                   |
| 四洲國 | 恭   | 供               | 連檣 | 緯州   | 霜楓宮 | 蔡晶（女）           | 珠晶                       |                  | 供麒                                         | 約90年  |                      | 安定，但有難民問題。                             |
| 四極國 | 戴   | 泰、代           | 鴻基 | 瑞州   | 白圭宮 | 朴綜（男）           | 乍驍宗（失蹤，現已尋回。） | 弘始(後改為明幟) | 泰麒蒿里（本名高里要，一度失蹤，現已尋回。） | 7年     | 驕王                 | 極度混亂，白銀之墟‧玄之月之後局勢穩定下來        |
| 四極國 | 舜   | 徇               |      |        |        |                      |                            |                  | 徇麒                                         | 約40年  |                      | 不明，但歸山中利廣有表明似乎正朝穩定的方向走去。 |
| 四極國 | 漣   | 廉               | 重嶺 |        | 雨潦宮 | 鴨世卓（男）         |                            |                  | 廉麟                                         | 約30年  |                      | 之前有叛亂，但現今安定。                         |
| 四極國 | 芳   | 峯               | 蒲蘇 |        | 鷹隼宮 | 無（惠州侯月溪監國） |                            | 永和             | 峰麟（亡）                                   | 不適用  | 烈王（孫建，字仲韃） | 衰退但局勢尚可控制                               |

### 官吏制度
•三公
太師、太傅、太保，統稱三公，屬於宰輔之下，對王進行進言或教育的工作，基本上不參與政事。

•六官
| 職位   | 官名（稱謂） | 工作內容                                                                      | 备注 |
| 天官長 | 太宰         | 管理並裁決王宮中諸事 通常會由天官長太宰擔任冢宰，統籌管理六官府，除非另立專職 |      |
| 地官長 | 大司徒       | 管理土地戶籍                                                                  |      |
| 春官長 | 大宗伯       | 負責祭祀典禮                                                                  |      |
| 夏官長 | 大司馬       | 負責軍事，禁軍的三名將軍為夏官所管                                            |      |
| 秋官長 | 大司寇       | 負責法令的管理與外交情事                                                      |      |
| 冬官長 | 大司空       | 管理"冬器"等武器，以及其他寶物類，並司掌宮中裝飾營造工作等                    |      |

### 土地制度
所有的人民在成年之後，都可以領到一夫土地，一夫為百步見方（一步是一百三十五公分），九夫為一井，一井有八戶，其中一夫是共同土地。這一夫中有八成是公田，是八戶共有的土地，剩下的兩成是廬家和農田。稱為井田法。
行政單位上，八戶形成一廬，三個廬形成一個里。里是最小的行政單位，三個廬總共有二十四戶，再加上里家，就是二十五戶。

## 姓名制度
十二國的姓名制度跟古代中國的大致相同。「姓名」是戶籍上的名字，而「字」則是給別人稱呼的名字。有一些守舊的人都不喜歡別人直呼其名的。而當一個人成人時（長到二十歲），就可以選「氏」。而一般小孩子亦有「乳名」。
王死後，人們根據他生前的功過而給予「諡號」，例如：巧國的「錯」王、慶國的「達」王、芳國的「烈」王。不分國別，目前都只出現過單一個字的諡號，並無兩個字或兩個字以上的例子。

## 生物設定
不管動物或植物，均為卵果生。卵果由一種特殊的樹木所結出，這種特殊的樹木分為以下幾種 :
• 捨身木：能結出麒麟卵果與女怪卵果的樹木，整個十二國世界只有一株，位於黃海的蓬山蓬蘆宮內，只有在某國的麒麟死亡後才會結出與之對應國的麒麟卵果。當捨身木的地上枝條結出麒麟卵果時，其地下根部同時會孵化女怪的卵果。
• 路木：只接受王禱告的樹，位於王宮中，是所有里木和根源。穀物須由王向天帝祈求，全國的里木才會結出下一批穀物的種子。此外王也可以請求新種的植物，若天帝受理則國境內的所有里木和野木均會結出該新種植物的卵果。例如泰王驍宗時，便向它祈願，使原本只能生長在黃海的荊柏也廣布戴國全境，其果實能作為燃料，大大幫助了人民度過戴國的寒冬。
• 里木：能結出人類(少部分情況會出現半獸)及家畜卵果的樹木，數量眾多，位於鄉鎮的里祠裡被保護著，每個里都只會有一棵里木，遍佈十二國。結婚後若想要孩子，夫妻須住在同一個里，並一起到里祠向天帝祈禱，在里木的樹枝上綁上有祈求健康、吉祥圖案的綢帶，如果天帝有聽到祈禱的話，便會結出卵果。除了人之外，也會結出牲畜和穀物的卵果，全依綁上帶子的日子而定。在每個月的一日綁上帶子祈禱，會結出雞或鴨之類家禽的卵果、二日是狗、三日是羊或山羊、四日是豬、五日是牛、六日是馬、七日與九日之後都是人類，卵果只能由祈禱者本人摘下。
• 野木：能結出飛鳥、野獸、妖怪、植物卵果的樹木，只存在於野外。不只陸地上，水裡也有能結出水生生物卵果的野木。由於野獸、妖怪都不會接近野木，所以旅人在晚上時，都會依靠著野木休息。
由於「蝕」會產生連結蓬萊（日本)及崑崙（中國）的通道及紊亂氣流，因此偶爾會有卵果漂流至蓬萊或崑崙。這時卵果會隨機進入某個婦女體內，並以胎生方式出生，稱「胎果」。目前已知的胎果皆為人類與麒麟，例如：景王陽子、延王尚隆、延麒、泰麒，並沒有妖怪及野獸的例子。